# 収国
収国（しゅうこく）は、金の太祖の治世で用いられた元号。1115年 - 1116年。
- 元年正月初一：阿骨打が皇帝に即位。国号を大金とし、収国を建元
- 2年12月初一：阿骨打に大聖皇帝の尊称が贈られ、天輔と改元。

## 西暦・干支との対照表
| 収国 | 元年   | 2年    |
| 西暦 | 1115年 | 1116年 |
| 干支 | 乙未   | 丙申   |